# All-Star Game de la NBA 1984
El 34º All-Star Game de la NBA de la historia se disputó el día 29 de enero de 1984 en el McNichols Sports Arena de Denver, Colorado, ante 17.500 espectadores. El equipo de la Conferencia Este estuvo dirigido por K. C. Jones, entrenador de Boston Celtics y el de la Conferencia Oeste por Frank Layden, de Utah Jazz. La victoria correspondió al equipo del Este, por 154-145, tras una prórroga, hecho que sucedía por tercera vez en la historia de estos partidos, tras las ediciones de 1954 y 1980. Fue elegido MVP del All-Star Game de la NBA el base de los Pistons Isiah Thomas, que lideró al equipo del Este consiguiendo 21 puntos, 5 rebotes y 15 asistencias, y que junto al espectacular Julius Erving, que consiguió 34 puntos y 8 rebotes, llevó las riendas del equipo del Este hacia la victoria. Thomas anotó todos sus puntos en la segunda parte, anulando al jugador más destacado del Oeste, Magic Johnson, que batió su propio récord de asistencias en un All-Star con 22, a lo que sumó 15 puntos y 9 rebotes, quedándose a un paso del triple-doble.
Este All-Star será recordado también como el primero que se extendió al sábado anterior, con la dispua de un partido de leyendas, y el primer concurso de mates de la NBA, que ganó Larry Nance superando al gran favorito, el Dr. J.

## Estadísticas

### Conferencia Oeste
| CONFERENCIA OESTE   |             |     |     |     |     |     |     |     |     |
| Jugador             | Equipo      | MIN | TCA | TCI | TLA | TLI | REB | AST | PTS |
| Alex English        | Denver      | 19  | 6   | 8   | 1   | 1   | 0   | 2   | 13  |
| Adrian Dantley      | Utah        | 18  | 1   | 8   | 0   | 0   | 2   | 1   | 2   |
| Kareem Abdul-Jabbar | Los Angeles | 37  | 11  | 19  | 3   | 4   | 13  | 2   | 25  |
| Magic Johnson       | Los Angeles | 37  | 6   | 13  | 2   | 2   | 9   | 22  | 15  |
| George Gervin       | San Antonio | 21  | 5   | 6   | 3   | 3   | 2   | 1   | 13  |
| Kiki Vandeweghe     | Denver      | 26  | 7   | 13  | 0   | 0   | 3   | 1   | 14  |
| Jack Sikma          | Seattle     | 30  | 5   | 12  | 5   | 6   | 12  | 1   | 15  |
| Ralph Sampson       | Houston     | 16  | 4   | 7   | 1   | 2   | 5   | 0   | 9   |
| Walter Davis        | Phoenix     | 15  | 5   | 9   | 0   | 0   | 1   | 1   | 10  |
| Rickey Green        | Utah        | 19  | 3   | 8   | 0   | 0   | 0   | 11  | 6   |
| Mark Aguirre        | Dallas      | 13  | 5   | 8   | 3   | 4   | 1   | 2   | 13  |
| Jim Paxson          | Portland    | 14  | 5   | 9   | 0   | 0   | 3   | 2   | 10  |
| Totales             |             | 265 | 63  | 120 | 18  | 22  | 52  | 46  | 145 |

MIN: Minutos. TCA: Tiros de campo anotados. TCI: Tiros de campo intentados. TLA: Tiros libres anotados. TLI: Tiros libres intentados. REB: Rebotes. AST: Asistencias. PTS: Puntos

### Conferencia Este
| CONFERENCIA ESTE |              |     |     |     |     |     |     |     |     |
| Jugador          | Equipo       | MIN | TCA | TCI | TLA | TLI | REB | AST | PTS |
| Julius Erving    | Philadelphia | 36  | 14  | 22  | 6   | 8   | 8   | 5   | 34  |
| Larry Bird       | Boston       | 33  | 6   | 18  | 4   | 4   | 7   | 3   | 16  |
| Robert Parish    | Boston       | 28  | 5   | 11  | 2   | 4   | 15  | 2   | 12  |
| Sidney Moncrief  | Milwaukee    | 26  | 3   | 6   | 2   | 2   | 5   | 2   | 8   |
| Isiah Thomas     | Detroit      | 39  | 9   | 17  | 3   | 3   | 5   | 15  | 21  |
| Andrew Toney     | Philadelphia | 22  | 6   | 11  | 1   | 1   | 0   | 3   | 13  |
| Jeff Ruland      | Washington   | 13  | 2   | 3   | 2   | 2   | 4   | 2   | 6   |
| Bernard King     | New York     | 22  | 8   | 13  | 2   | 5   | 3   | 4   | 18  |
| Otis Birdsong    | New Jersey   | 12  | 1   | 5   | 0   | 0   | 3   | 1   | 2   |
| Kevin McHale     | Boston       | 11  | 3   | 7   | 4   | 6   | 5   | 0   | 10  |
| Bill Laimbeer    | Detroit      | 17  | 6   | 8   | 1   | 1   | 5   | 0   | 13  |
| Kelly Tripucka   | Detroit      | 6   | 0   | 0   | 1   | 2   | 0   | 2   | 1   |
| Totales          |              | 265 | 63  | 121 | 28  | 38  | 60  | 39  | 154 |

MIN: Minutos. TCA: Tiros de campo anotados. TCI: Tiros de campo intentados. TLA: Tiros libres anotados. TLI: Tiros libres intentados. REB: Rebotes. AST: Asistencias. PTS: Puntos

## Sábado

### Concurso de Mates
| Jugador                      | Primera ronda  | Semifinales    | Final          |
| ---------------------------- | -------------- | -------------- | -------------- |
| Larry Nance (Phoenix)        | 134 (44+44+46) | 140 (49+48+43) | 134 (48+39+47) |
| Julius Erving (Philadelphia) | 134 (39+47+48) | 140 (44+49+47) | 132 (47+25+50) |
| Dominique Wilkins (Atlanta)  | 135 (47+39+49) | 137 (48+48+41) |                |
| Darrell Griffith (Utah)      | 121 (39+40+42) | 108 (42+42+24) |                |
| Edgar Jones (San Antonio)    | 118 (32+43+43) |                |                |
| Ralph Sampson (Houston)      | 118 (37+40+41) |                |                |
| Orlando Woolridge (Chicago)  | 116 (23+45+48) |                |                |
| Clyde Drexler (Portland)     | 108 (40+24+44) |                |                |
| Michael Cooper (L.A. Lakers) | 108 (40+24+44) |                |                |